# São Pedro (Vila Real)
São Pedro is een plaats (freguesia) in de Portugese gemeente Vila Real en telt 4422 inwoners (2001).